# Saeko Nogami
Saeko Nogami (野上 冴子?, Nogami Saeko) è un personaggio secondario delle serie City Hunter ed Angel Heart. In realtà, perciò, ci sono due Saeko che appartengono ai due mondi paralleli creati da Tsukasa Hōjō, anche se hanno alcuni punti in comune. Nelle prime due edizioni italiane dell'anime è stata rinominata Selene o, in qualche puntata, Selena; in un'occasione viene chiamata agente Nora.

## Il personaggio

### Aspetto fisico e personalità
Saeko è una bellissima giovane donna con un fisico splendido. Ha i capelli blu scuro lunghi fino alle spalle con la frangia sul lato destro, e gli occhi azzurri. È la sorella maggiore di Reika Nogami.
Detective di Shinjuku che lavora spesso al fianco di Ryo Saeba, è una donna astuta e sicura di sé che sa esattamente cosa vuole ed è soprannominata la "volpe femmina" del dipartimento di polizia metropolitana di Tokyo. Saeko è un personaggio complesso, dinamico e sfaccettato. Famosa per la sua bellezza, le sue strategie intelligenti e le sue abilità di poliziotta, è molto rispettata dai suoi colleghi. Ha un forte senso della giustizia e della moralità, e spesso è la voce della ragione e della coscienza nel team di City Hunter. In termini di personalità, Nogami è una persona schietta e senza fronzoli che non ha paura di dire quello che pensa, e ha un lato premuroso e compassionevole che la porta a sostenere i suoi amici e colleghi quando c'è bisogno. Nonostante il suo comportamento professionale, Nogami ha una certa vena competitiva con Ryo, spesso gelosa della superiore capacità di risolvere i casi di quest'ultimo, che tuttavia rispetta e i due hanno un forte rapporto di lavoro. Oltre al suo ruolo di detective, svolge anche un ruolo chiave come interesse amoroso di Ryo Saeba. Tuttavia è indecisa tra il suo amore per Hideyuki Makimura e per Ryo, e sembrerebbe alla morte di Hideyuki che il destino abbia deciso per lei, ma sarà la sorella di Hideyuki, Kaori, a rubare per sempre il cuore di City Hunter. Nonostante le tendenze ingannevoli di Saeko, il suo rapporto con Ryo è sempre stato ambiguo e probabilmente nessuno dei due consumerà mai l'attrazione reciproca per rispetto all'amico morto. Oltre a ciò, Ryo tiene una lunga e dettagliata lista di ciò che Saeko gli deve per i vari favori che le ha fatto, che lei riesce sempre a evitare di pagare.

### Competenze e abilità
Detective determinata e dedicata, Saeko è molto intelligente, ha eccezionali capacità investigative e ha una buona conoscenza della psicologia criminale. E' abile in varie forme di combattimento, incluso il combattimento corpo a corpo, l'uso di armi da fuoco e il lancio del coltello. Le sue armi preferite sono una Smith & Wesson .38 Special e una Nambu M60 ma anche coltelli kunai che porta in foderi ricavati nel reggicalze attorno alla coscia per scopi di autodifesa. Grazie alle sue gonne a spacco, accede facilmente ai suoi coltelli e distrae gli uomini che le stanno guardando le gambe, e questo la rende un'avversaria formidabile. Guida una Porsche 930 Turbo rossa ma, nonostante abbia una patente di guida "A", ha spericolate capacità di guida. Sebbene estremamente capace da sola, il fatto che suo padre sia il capo della polizia non guasta di certo.

## Etimologia
Il nome Saeko significa "sii chiaro, sereno, freddo, abile" (冴) (sae) e "bambino" (子) (ko).
Il cognome Nogami significa "campo, deserto" (野) (no) e "sopra, in alto, in alto" (上) (gami).

## Saeko inCity Hunter
Il detective Saeko Nogami va per la trentina, ed è una donna che sa bene come sfruttare gli uomini a proprio vantaggio. A cominciare dal padre e capo della polizia, il Commissario Nogami (che, per inciso, assomiglia molto al capo della polizia di Cat's Eye). Tuttavia Saeko si comporta in maniera particolarmente cinica con Ryo, del quale cerca l'aiuto ogni volta che si trova ad affrontare indagini particolarmente pericolose.
Va detto che lui si fa incastrare assai facilmente, e a volte le offre aiuto anche quando non è richiesto, visto che poi ciò gli consente di aggiungere sempre almeno tre "bottarelle" alla lista dei debiti di Saeko nei suoi confronti. Debiti che poi lei si farà scalare immancabilmente tramite il suo ben fornito arsenale di trucchi (lei abilmente pianifica in anticipo). I più tipici sono di uscire con lui, farlo ubriacare fino allo svenimento e infilarsi mezza nuda nel suo letto la mattina dopo fingendo che sia successo chissà cosa; nel qual caso lui farà di tutto per nasconderlo a Kaori. A volte, infatti, basta semplicemente che Saeko si lamenti con la gelosissima Kaori del fatto che Ryo ha preteso pagamenti anticipati in natura per lo svolgimento di un certo lavoro perché lei lo obblighi ad accettare l'incarico.
Ad ogni modo, permane il sospetto che questo sia un gioco tra loro due, e che lo stesso Ryo finga o comunque decida consciamente di cadere in questi tranelli.

## Saeko inAngel Heart
Il commissario Saeko Nogami va per la quarantina, è molto più matura e molto più sola. A volte si comporta come una donna in crisi di mezza età. Condivide con Ryo il dolore per la morte delle persone care, dal momento che in questo universo parallelo non solo ha perso il fidanzato Hideyuki (erano tra l'altro a un passo dallo sposarsi), ma anche la sorella Reika.
I due hanno un rapporto molto confidenziale di amicizia. Se l'atteggiamento di Ryo è praticamente identico nei due fumetti, quello di Saeko qui è radicalmente differente. Più di una volta dimostra la propria gelosia. Addirittura arriva a sognare di sposarsi con Ryo, anche se poi questa sua crisi sembra sfumare. Come le molte altre donne che mettono gli occhi su Ryo, forse prima tra tutte, sa che non potrà mai nemmeno sperare di competere con Kaori, nonostante lei sia morta. Si limita per lo più a coprire gli affari clandestini ma necessari di City Hunter.

## Curiosità
In occasione della prima apparizione del personaggio, c'è una citazione dal famosissimo film Casablanca: infatti vengono mostrati Ryo e Saeko che con rancore si lasciano dopo essersi baciati un'ultima volta proprio a Casablanca; in tale occasione Ryo è vestito in modo molto simile a Humphrey Bogart e Saeko somiglia moltissimo a Ingrid Bergman, i due protagonisti del film.